# Kristendomens historia i Kina till år 1500
Kristendomens historia i Kina till år 1500 är historien om kristen mission och kristen närvaro i Kina, en historia som spänner över en längre period än för många europeiska länder. I långa tider efter sin första ankomst till Kina har kyrka och mission sannolikt varit helt frånvarande, antingen genom assimilering eller på grund av förföljelse, men den har efterlämnat spår i form av byggnader, skrifter och berättelser.
Det har länge florerat legender om en mycket tidig kristen närvaro i Kina, redan i apostolisk tid eller strax därefter. Inga handfasta bevis finns och forskarna har vanligtvis avvisat möjligheten. Nya fynd har dock tillfört pusselbitar som gör att det inte längre är lika lätt att avfärda möjligheten av kristen närvaro i Handynastins Kina. Handelsvägarna till Kina var etablerade och sträckte sig västerut till områden dit kristendomen snabbt spridit sig.
På 1600-talet fann man en stele med fylliga beskrivningar av hur österns assyriska kyrka, mestadels genom persiska köpmän, etablerade sig i riket under Tangdynastin, på 600-talet, och att det upprättades stift för dem. Denna kristna kyrka blomstrade, men mest bland icke-kineser. Den utsattes för flera förföljelser, på 800-talet i sådan utsträckning att de kristna grupperingarna antagligen förintades inom loppet av några få generationer.
Något tidigare var stora delar av det som i dag är det västliga och centrala Tibet kristet område. Antagligen var Lhasa biskopssäte. De sista resterna av denna kristna närvaro kan ha bestått till in på 1200-talet.
I områdena norr och nordväst om Kina blev mongoliska stammar samlade till ett stort gemensamt rike under Djingis khan och startade sina erövringståg. Bland dessa mongoler, och i khanens hov och familj, fanns kristna av olika ursprung. Det fanns stammar i mongolernas allians av stäppfolk som var övervägande kristna och när mongolerna erövrade Kina på 1200-talet och grundade Yuandynastin upprättades ärkestift och stift runt om i Kina.

## De första kristna i Kina

### De första kristna i det egentliga Kina
Ingen vet säkert när de första kristna kom till Kina. Med tanke på kristendomens tidiga tillväxt i västra Asien och hur handelsvägarna gick finns det inget hinder för att det kan ha skett riktigt tidigt. Den tradition som talar om en missionsresa till Kina av självaste aposteln Tomas förefaller dock härstamma från ett syrisk-malabariskt breviarium från 1200-talet. Den helige Tomas skall ha rest till Kina, omvänt några till kristendomen och sedan återvänt till Meliapore där han led martyrdöden. Det finns inga bevis för att aposteln företog en sådan resa.

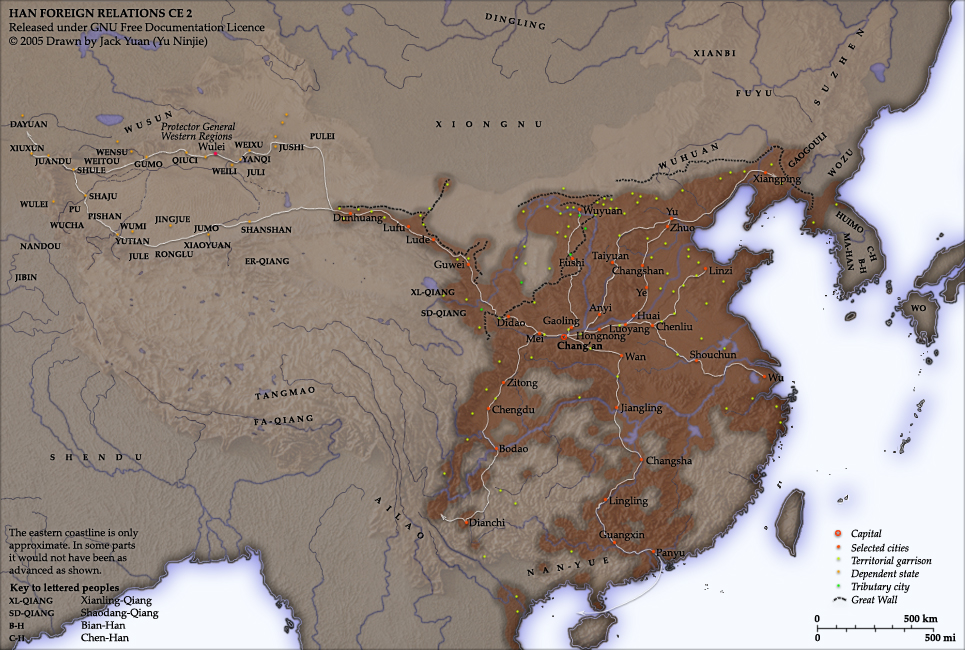
Han-Kina på 100-talet.

Tomasberättelsen lägger tiden för kristendomens första ankomst till Kina till samma tid som, enligt några omstridda källor, en kejsare av den sena Handynastin år 67 tog emot de första buddhistiska missionärerna från Indien. I så fall gjorde mahayanabuddhismen och kristendomen entré samtidigt. Historikerna har sedan länge avfärdat detta som en legend utan grund, och det är alltjämt den dominerande synen. Argumenten har dock bytts ut. Tidigare avvisades möjligheten att Tomas skulle ha kunnat nå Kina utifrån att man menade att det vid den tiden ännu inte fanns några kommunikationsvägar dit från Mellanöstern. Professor Xie Bizhen vid Teacher's University of Fujian i Fuzhou påpekar dock att sådana resvägar existerade under det första århundradet, så den grunden för avvisande har fallit.
Oavsett om aposteln Tomas nådde Kina eller ej kan möjligheten att andra kristna gjorde det redan under första århundradet inte avvisas. Detta är spekulationer som har fått ny näring bland annat från professor Wang Wei-fan i artiklar från 2001 och 2003, där han hänvisar bland annat till fynd av ett gammalt kors som kan härstamma från åren strax efter den sena Han-tiden (år 25–220) och till gravinskriptioner från år 86, bevarade i konstmuseet i Xuzhou i Jiangsu.
Någon gång mellan år 100 och 220 blev en mandarin begravd i en gravkammare i Xuzhou som återfanns 1954. Väggarna i gravkammaren var dekorerade med bilder av livet före och efter döden, vilket var vanligt under Handynastin. Men en historiker lade nyligen (2005 eller något tidigare) märke till att en panel visar ett par med ett barn som låg i något som skulle kunna vara en krubba, tre besökare som bar på gåvor, samt mördare som närmade sig från ett annat håll. En annan panel visar en kvinna som plockar frukt från ett träd och blir biten av en orm. Där finns också fyra fiskare som kastar ut sitt nät. Kanske är detta spår efter en kristen mission. Ett av de tre motiven skulle kunna vara judiskt, men knappast alla tre.
Arnobius den äldre (död 330) talar i sin apologi Disputationes adversus gentes (cirka 303) om missionsarbete bland "sererna", men det framgår inte vilka de var eller var de bodde. Enligt den nestorianske biskopen Ebedjesus (1200-talet) fanns en tradition i den syriska kyrkan som sade att Archaeus, ärkebiskop av Seleukia, hade upprättat ett metropolitsäte i Kina år 411, vilket i så fall implicerar en kristen närvaro i landet innan den tidpunkten. De munkar som 511 medförde silkesmaskar till Konstantinopel från sina kloster har hävdats komma från Kina, men det är troligare att de kom från Persien, Turkestan eller Sri Lanka.
Mer säkert är att manikeismen, en icke-kristen sekt med många kännetecken hämtade från kristendomen, nådde Kina mycket tidigt. Karakteristiskt manikeistiska drag förefaller finnas i beskrivningen av gamla sekter i kustprovinsen Fujian.

### De första kristna i det gamla Tibet

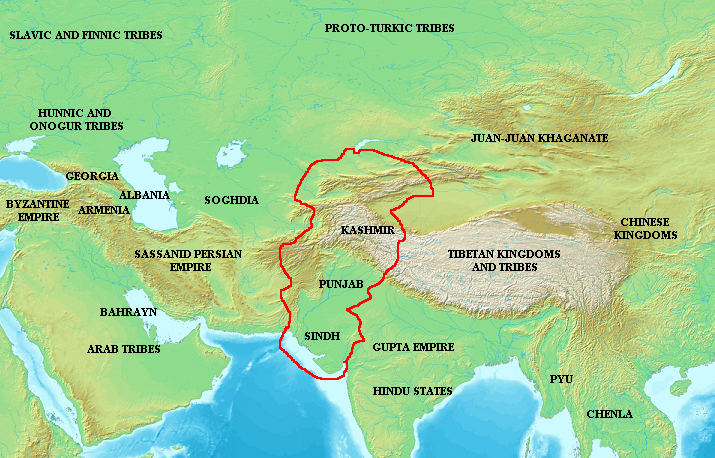
Heftaliternas utbredningsområde.

Det moderna Kinas gränser gör det naturligt att nämna Tibet. Det är sannolikt att nestoriansk kristendom nådde Tibet, som var större än dagens Tibet, omkring år 549. Det var då heftaliterna (de vita hunnerna), en fruktad centralasiatisk nomadisk folkstam, konverterade till kristendomen. Man vet inte hur detta gick till, med det sändes en biskop till dem från Bagdad och de förblev kristna i århundraden. I övrigt var Tibet shamanistiskt på den tiden; buddhismen gjorde inte sitt intåg förrän mot slutet av 700-talet, och förblev flera hundra år en religion endast för elitklasserna. Det fanns en stark kyrka i Tibet på 700-talet,  patriark Timoteus I (727–823), överhuvud för den nestorianska kyrkan, skrev från Bagdad cirka år 794 om nödvändigheten av att utnämna ännu en biskop till Tibet. Tidigare (782) hade han beskrivit tibetanerna som en av kyrkans mer betydande gemenskaper. Biskopsstolen antas ha stått i Lhasa, och var sannolikt verksam så sent som på 1200-talet, då buddhismen bredde ut sig bland de breda folklagren. Kors och kristna inskriptioner har hittats kring Ladakh som då var en del av Tibet.

## Arameisk mission under Tangdynastin (618–907)
Nestorianerna är de syrianska anhängarna till Nestoriusläran, den grekiske patriarken som anammade tvånatursläran/dyofysitism "Jesus är Jesus, Gud är Gud", på 300-talet. Nestorius uteslöts när hans kätterska lära togs upp på kyrkomötet i Efesos år 431 och därefter landförvisades han. Efter 43 år antog hans anhängare den nestorianska läran. Detta skedde i en synod i Seleukia-Ktesifon vid nedre Tigris i Mesoptamien år 484. Under 1830- och 40-talet kom den engelske arkeologen Henry Layard till de trakterna i Mesopotamien där syrianska nestorianer bodde. Syftet med hans resor var att hitta fynd till de utdöda gamla assyrierna. Sir Henry Layards utgrävningar i Irak under sent 1800-tal. Den Nestorianska gruppen (en utbrytning ur Syrisk-Ortodoxa Kyrkan) antog då benämningen assyrier i hopp om att kunna utvinna mark som enligt arkeologiska fynd tillhört de forna och utdöda assyrierna.

### Nestorianernas intåg

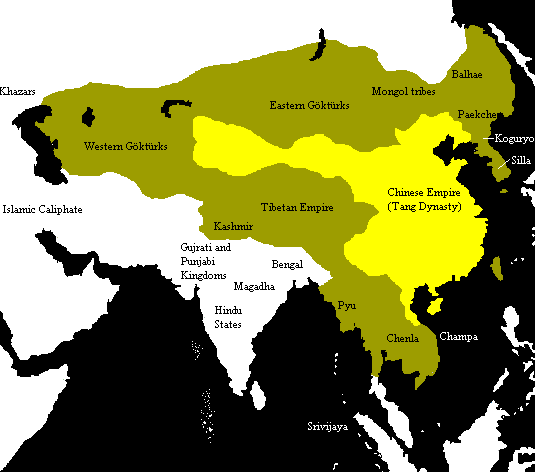
Tangdynastin (gult) och dess vasaller (beige) cirka år 660.

Med nestorianerna kommer vi in i den historia om vilken vi besitter säker kunskap. Tangdynastins främste kejsare var den store Tang Taizong (627–649), som förenade hela det civiliserade Östasien inklusive stora delar av Centralasien och norra Indien, men inte Japan, under sitt styre. Kina fick aktiva handelsförbindelser med Persien och därmed även Mesopotamien och andra delar av Mellanöstern.
Det råder inget tvivel om att det var vid den här tiden som judarna kom till Kina – den lilla grupp judar som än i dag (2006) finns i Kaifeng i Henan härstammar från den invandringen. Muslimerna kom inte långt efter. Det är också troligt att det redan fanns en del utländska nestorianerna handelsmän i Chang'an (Xi'ans gamla namn). Det kan också verka sannolikt att det fanns små nestorianerna grupper i andra större städer, som Kaifeng. De fanns där i alla fall innan biskop Alopen for till Kina för att organisera själavården bland dem.
Alopen är den förste Arameiska missionären till Kina som man med säkerhet kan säga något om. Emellertid finns det också indikationer på att nestorianerna kanske något tidigare hade försökt sig på mission sjövägen. Helt säkert kom de till dagens Sri Lanka, men möjligen också till Java, Malackahalvön och upp till Kinas sydkust.

### Den nestorianska stelen
Den nestorianska stelen återfanns i eller i närheten av Xi'an 1623. Den är en stele som restes i Tangrikets huvudstad år 781. Den redogör på ett trovärdigt och detaljerat sätt för hur den nestorianerna grenen av kristendomen kom till Kina med biskop Alopen och hur den blev välvilligt mottagen av kejsaren år 635, spred sig och presenterade sin lära, vilken stelen kallar den lysande (alternativt strålande) religionen. Alopen kom inte plötsligt eller oväntat; kejsaren kände till hans ankomst och sände en eskort som mötte honom och förde honom till huvudstaden.

### Alopens verksamhet, kyrkans tillväxt
Alopen översatte de nestorianska (Arameiska) sutrorna till kinesiska. Det finns god anledning att tro att de medförda skrifterna inte var skrivna på syriska utan på persiska och sogdiska. År 638 var den första översättningen klar: Sutran om Jesus Messias (Xuting mishi suojing), med element ur Bibeln. Den klargjorde att det inte finns något i det kristna budskapet som kunde hota de kinesiska traditionerna. Alopen underströk det kristna budskapets universalitet och använde också en del konfucianska, daoistiska och buddhistiska begrepp i framställningen. Han poängterade att Kristus är frälsaren för alla folk. Han framförde att lojalitet till staten och barns lydnad till föräldrar inte bestrids av kristendomen; tvärtom stödjer kristendomen själv dessa värden. Det kristna budskapet hotar inte den kinesiska samhällsordningen, utan kan bidra till att underbygga den. Kejsar Taizong blev nöjd och tillät den nya läran att förkunnas i hela riket.

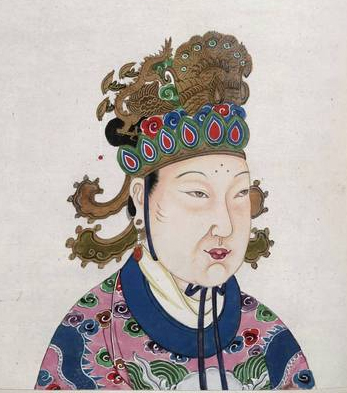
Wu Zhao (Kejsarinnan Wu Zetian), reg. 690–705 var bland de få tidiga Tang-härskarna som diskriminerade den Arameiska kristenheten.

Med ett edikt deklarerade kejsaren samma år att den kristna läran skulle vara en av rikets tolererade religioner och Alopen fick tillåtelse att förkunna.
Detta utlöste en livaktig missionsverksamhet och kloster upprättades i alla landets viktigare städer. Näste kejsare, Tang Gaozong (650–683) gav Alopen titeln "Den store andlige herren och beskyddaren av riket". Inskriptionen på den nestorianska stenen hävdar att "tron är utbredd i alla tio provinserna ... och det finns kloster i hundra städer". Källorna visar att nestorianerna vinnlade sig om att formulera det kristna budskapet i konfucianismens filosofiska språkdräkt. Utifrån sina goda kunskaper i medicin och kirurgi åtnjöt nestorianerna stor respekt i samhället, men eftersom kyrkans ledning var genomgående icke-kinesisk och många av deras medlemmar utländska handelsresande kategoriserades den tillsammans med buddhismen och zoroastrianismen som en "utländsk religion".
Senare följde en tid då de kristna utsattes för diskriminering eller förtryck. Det första kraftiga motståndet kom från buddhistiskt håll 698–699, under kejsarinnan Wu Zetian. Kring 713 var det taoisternas tur. Men kristendomen reste sig efter dessa kritiska perioder. Mot bakgrund av An Lushan-upproret 755 med den sociala och politiska omvälvning som följde, samt vitamininjektionen som taoismen och konfucianismen fick vid den här tiden, är det anmärkningsvärt att den nestorianska stenen kunde resas 781; det kan bara förklaras med att nestorianerna tro tog sig levande genom motgångarna.

### Kristendomens återgång
Det verkar som att kristendomen hade gott renommé och att Tang-hovet under lång tid var välvilligt inställda till religionen, länge nog för att den borde ha kunnat rota sig tillräckligt djupt för att inte vara beroende av kejserlig gunst. Likväl försvann den utan att man har källunderlag som tillåter klara slutsatser om varför. Huvudsakligen har fyra förklaringar föreslagits.
För det första kan det förefalla som att den Assyriska kristendomen aldrig slog rot hos den vanliga kinesiska befolkningen, även om det fanns en del konvertiter, utan förblev en religion för utlänningar och enbart predikades av sådana. För det andra tycks nestorianerna tro ha kommit till Kina vid en tidpunkt då det inte fanns någon hunger efter något nytt. Traditionell folktro var stark och buddhismen kan ha uppfyllt behovet som en del kan ha haft av något avancerat – och eftersom nestorianerna anpassade sig till särskilt buddhistisk religiös terminologi kan det också hända att de vanliga kineserna uppfattade dem som en buddhistisk sekt. För det tredje var nestorianerna ledning avskuren från kontinuerlig kommunikation med kyrkans ledning i väst, inte bara på grund av avståndet utan också på grund av de muslimska landvinningarna som efterhand försvagat kyrkan i Persien. Och slutligen, när Tangdynastin till slut gick under hade de nestorianskt kristna som trots allt fortfarande måste ha funnits kvar inte längre någon möjlighet att finna välvilja hos de nya ledarna i det nu splittrade Kina.
År 843 började Tangdynastin att förfölja manikeismen, och kort därefter var det buddhismens tur. Det antas numera bland forskare att den kristna tillbakagången följde efter 845, då dynastin beordrade prästerskapet i icke-kinesiska religioner (inklusive buddhismen) att lämna prästtjänsterna och bli lekfolk. Därmed var manikeer, buddhister och kristna inte längre välkomna i huvudstaden. De kristna drog sig tillbaka till södra Kina, men utan förbindelser med sin kyrka i Mellanöstern var de än mer sårbara. Det var inte bara Tang-kinesisk ovilja som var problemet, man känner också till kinesiska upprorsledares direkta förföljelser av sina motståndare och av anhängare av utländska religioner. En berest arab, Abu Zeid, kunde 878 berätta att när Kanton det året blev erövrat av upprorsmakaren Huang Chao slaktades 120 000 muslimer, judar, kristna och zoroastrier där.

### De sista resterna försvinner
En nestoriansk munk sänd till Kina mot slutet av 900-talet återvände till Bagdad med besked om att kristendomen i Kina var död. Man vet att en nestorianerna biskop sändes till Cathay i norra Kina mot slutet av 1000-talet, men som forskningsläget är nu (2007) föreligger det inga starka skäl att förmoda någon kontinuitet mellan Tangdynastins och Yuandynastins kristna. Om det fanns kristna grupperingar stammande från Tang-tiden som överlevde genom århundradena så har de inte låtit sig uppfångas av historikerna.

## Kristendomen i Kina inför och under Yuandynastin

### Nestorianskt kristna i Kinas närområde
Kristendomens andra ankomst till Kina skedde när centralasiatiska stammar av nestorianskt kristen bekännelse vandrade in i Kinas nordligare delar. De hade influerats av den mer avancerade uiguriska kulturen, och många av dem anställdes som administratörer av Liaodynastin (947–1125) och Jindynastin (1125–1234). När mongolerna senare kom fanns alltså många nestorianerna redan på plats. Samtidigt sändes Syriska metropoliter ut från Bagdad för att upprätta nya ärkebiskopssäten längs handelsvägarna till Kina. De nestorianerna som fanns i Kina kan delas in i tre grupper: de av keraitisk stam, de av öngötisk härkomst, samt nestorianerna av Arameisk härkomst.

#### Nestorianskt kristna keraiter
Keraiterna var ett turkfolk som bodde sydost om Bajkalsjön längs floden Orchon i nuvarande Mongoliet. Keraiterna konverterade enligt Arameiska och arabiska källor till nestoriansk kristendom år 1007. Sedan Timur Lenk eller Djingis khan erövrat dem blev de viktiga allierade. Därmed följde de med när Kina erövrades.

#### Nestorianskt kristna öngöter
Öngöterna höll till norr om Ordosplatån vid Gula flodens (Huang He) stora krök in i dagens Inre Mongoliet. Man vet inte när denna turkmongoliska stam konverterade till kristendomen, men deras kristna tro är väl belagd i både kinesiska och västerländska källor. Också denna grupp gjorde sig efterhand gällande i Yuan-Kina.

#### Nestorianskt kristna från andra stammar
Också bland uigurer, naimaner, merkiter och oyirater som bosatte sig i Kina fanns det nestorianskt kristna. Uigurerna, varav flertalet var buddhister, höll till runt dagens Turpan i Xinjiang. Huvuddelen av naimanerna, som alla var kristna, bodde väster om floden Orchon. Det var bland dem som den resande franciskanern William av Rubruck fann en kristen ledare som han, naturligtvis felaktigt, identifierade som den legendariske Johannes Prästen. Merkiterna fanns, innan intåget i Kina, i området söder om Bajkalsjön och oyiraterna öster därom. Det fanns också andra nestorianskt kristna i Manchuriet, bland folk i Nayan.

### Pax mongolica

Mongolernas rike från 1206 till 1294.

Under Djingis khans ledning lyckades hans mongolstyrda allians i Centralasien genom en rad militära segrar pacificera stora delar av Eurasien från Stilla havet till dagens Ungern. Man skapade en pax mongolica och samlade hela detta område under en ledare, från början med säte i Karakorum men senare i Khan-balyq, en del av dagens Peking. Handels- och kulturutbyte blev en naturlig följd.
Påvarna på 1200-talet hade å sin sida länge velat få en överblick över situationen i fjärran östern för att kunna styrka de troende som skulle befinna sig där och för att bedriva mission.
I övrigt var européerna mest rädda för mongolerna. Först hade de bara hört historier om dem. År 1238 hade kungarna i Frankrike och England mottagit förslag från ismailiterna i Syrien (assassinerna) om en kristen-muslimsk allians mot det de beskrev som civilisationens värsta fiender, mongolerna. Varken Frankrike eller England var intresserade.
Kung Henrik III av England fick av biskopen av Winchester rådet: "Låt hellre dessa hundar ödelägga varandra och gå själv varsamt fram, så skall vi få se den universella katolska kyrkan resa sig ur deras ruiner och det skall bli en hjord och en herde". Men så dök mongolerna överraskande upp i södra Ryssland och erövrade Kiev 1240 och året därpå nedkämpade de ungrarna. När de vände om och försvann berodde det på storkhan Ögödeis död och oenighet om tronföljden.
Påve Innocentius IV (1243–1254) menade att så snart mongolerna hade löst tronföljden kunde det braka lös igen. Detta ville han avvärja och hade till sitt förfogande franciskanorden och dominikanorden, båda nystiftade ordnar utan stabilitas loci, och därmed tillgängliga för resor. En östresa av franciskanfratern Laurentius från Portugal vet man inte mycket om, men sedan reste dennes ordensbroder Johannes de Plano Carpini som påvligt sändebud tillsammans med några följeslagare till Karakorum. I ett av breven som påven sände med var han mycket rakt på sak: "[Jag ber om att] ni framgent helt avstår från angrepp av detta slag och särskilt från förföljelse av de kristna."

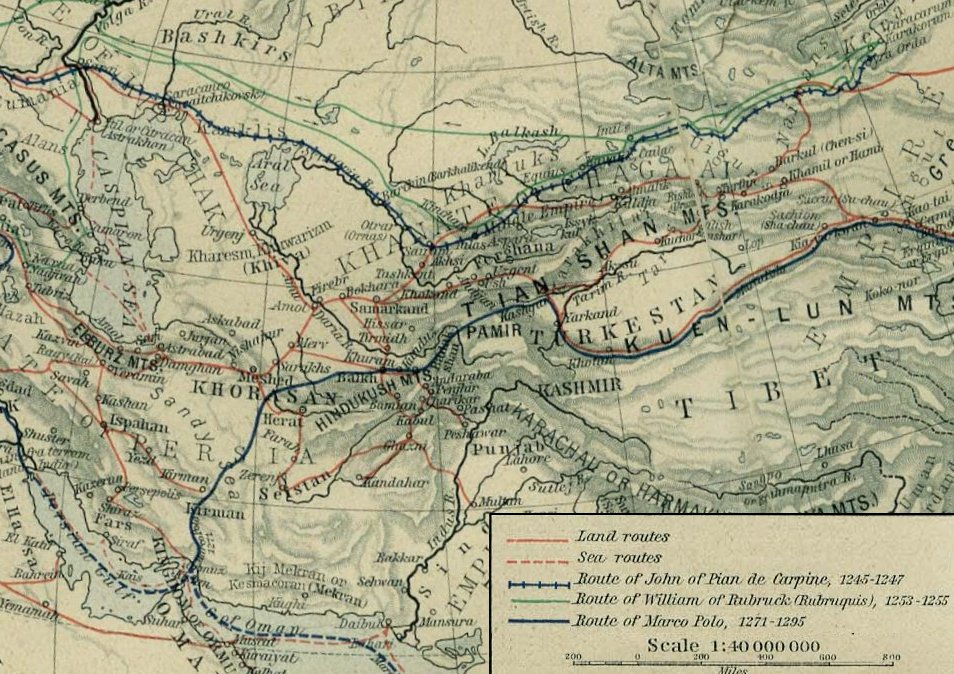
Johannes de Plano Carpinis resrutt i mörkblått (som järnvägsspår).

Johannes, som kom till Karakorum i juli 1246 fick inte utverkat några löften, men vad gäller trosförföljelse var detta något som redan förbjudits i Djingis khans lag. Det som också framkom var att många mongoler faktiskt blivit kristna. I Karakorum fick sändebuden vara med om kröningen av stokhanen Güyük och fick audiens hos honom samma år.
Även om storkhanen inte gav sig in på något som skulle kunna kallas förhandlingar ansåg sig Johannes ha utfört sitt uppdrag väl. Hans senare rapport beskrev utförligt mongolernas levnadssätt, seder, politiska förhållande och militära medel, och mynnade ut i en rad förslag på hur hotet från öst skulle kunna bemötas bättre i framtiden.
Storkhanens svar, som Johannes de Plano Carpini överlämnade till påven vid återkomsten till Rom i slutet av 1247, är bevarat. Storkhanen uttrycker i sitt brev, författat på persiska (med inledning på turkiska och datering på arabiska), att han inte kan förstå varför påven vill att han skall låta döpa sig, att han inte är villig att lämna Ungern och att han inte hyser någon tilltro till påvens uppriktighet angående fredliga relationer, i alla fall inte förrän påven själv och de kristna furstarna kommer till hans hov och betalar tribut.
År 1247 kom en delegation dominikaner under Anselm av Lombardiet också till Karakorum. Ingen av expeditionerna nådde Kina, men Johannes de Plano kunde ta med sig hem första- och andrahandsskildringar av riket.
Ludvig IX av Frankrike sände, medan han befann sig på korståg, först 1249 dominikanen André de Longjumeau och lite senare franciskanen William av Rubruck som sändebud till storkhanens rike i hopp om att få till stånd en mongolisk-kristen allians mot muslimerna. Någon sådan kom inte till stånd, men man hade i alla fall upprättat kontakt. William av Rubruck nådde fram 1253 och träffade storkhanen Möngke som inte var kristen men som deltog i Arameiska gudstjänster.
I Centralasien kom franciskanerna i kontakt med många grupper av nestorianskt kristna, bland annat med keraiterna, som ingick i den mongoliska alliansen. Alliansen förseglades genom att Djingis khan lät sin son Tolui gifta sig med en keraitisk kristen prinsessa, Sorghagthani Beki. Yuandynastin proklamerades formellt 1271 av Djingis khans barnbarn, storkhanen Kublai khan (storkhan 1260–1294). Den kulturella öppenheten gjorde sig gällande även på religionens område och Kublai khan var mycket välvilligt inställd till kristendomen. Hans mor var den kristna Sorghaghtani Beki. Hon var också mor till Hülegü (grundare av Ilkhanatet i Persien) och till Möngke (den fjärde storkhanen).

### Nestorianskt kristna i Yuan-Kina
Både nestorianerna och så småningom katoliker åtnjöt mongolernas religiösa tolerans. Tibetansk buddhism seglade i medvind, medan den traditionella daoismen inte accepterades i samma utsträckning. Mongolerna återupplivade de konfucianska styrelseskicken och mandarinexamina som hade kommit i skymundan under föregående epokers splittringar. Islam fick ett uppsving i provinserna Yunnan och Gansu.
Nestorianskt kristna fanns redan på plats i huvudstaden. Det rörde sig inte om rester av församlingarna från Tangdynastin, utan om folk som kommit innan den mongoliska erövringen och som fortsatte att komma med mongolerna. Både nestoriansk kristendom och monofysitism var ganska starkt företrädda bland mongolerna. Skall man tro den kanske förutfattade Willhelm av Rubruck är det möjligt att deras kristna tro blivit kraftigt urvattnad; han träffade bara några grupper av dem i Centralasien och i Karakorum (1254–1255) och skrev att de var "värre än hedningarna runt sig" (de drack, bedrev ocker och hade flera fruar, de förstod inte språket i sina heliga böcker och sjöng som de mest ovetande europeiska munkar). Willhelm kom dock aldrig till Kina, så beskrivningen gäller andra områden.
Det fanns många nestorianskt kristna i framskjutna positioner vid storkhanens hov. En arab vid namn Isa, eller i kinesiska källor Aixue, var central rådgivare för Kublai khan och blev 1289 också den förste ledaren för det nyupprättade Chongfu si, Yuandynastins "kyrkodepartement" med ansvar för "administrationen av kristna biskopar, präster, kloster, riter och så vidare". Hans söner fick kristna namn och fick allihop höga poster vid hovet. Keraiterna Chinqai/Zhenhai, Khadakh och Bulghai måste också nämnas. Man kan nästan undra varför storkhanen Kublai Khan inte själv blev kristen. Det kan ha samband med det fyra år långa inbördeskriget han utkämpat mot sin bror Arik-buka (1260–1264), vilken stöttades av nestorianerna, och med det senare Nayan-upproret (1287), då han utmanades på slagfältet av en nestorianerna med det kristna korset på fanan.
I Beijing hade det före 1275 kommit på plats en nestoriansk metropolitbiskop, och där fanns också flera präster. Och det var inte bara i huvudstaden de fanns. nestorianerna skall ha varit särskilt starka i Xinjiang. Yangzhou hade tre kyrkor, Hangzhou en, och där fanns nestorianskt kristna också i Yunnan, Gansu och Zhili. Den nestorianerna ärkebiskopen av Soltaniyeh i Persien uppskattade 1330 att det fanns 39 000 nestorianskt kristna i Kina.
Nestorianerna hade två ärkebiskopssäten i det som i dag är Kina, det ena i Khanbaliq (Peking) och det andra i "Tangut" (eller "Tanchet"). Eftersom det sistnämnda är namnet på ett folkslag avser källorna troligen tanguternas dåvarande huvudstad Khara-Khoto (kinesiska: Heicheng, sannolikt identisk med Marco Polos Eçina), och det är troligt att detta ärkebiskopsdöme efter några år flyttades till Ningxia. Källorna ger inte någon fullödig eller säker översikt över var nestorianerna därtill hade stiftsbiskopar i Kina, men Ganzhou och Shazhou, modernt stadsnamn) nämns, så de två platserna räknas som förhållandevis säkra och som mycket sannolika.
Av en tillfällighet, bland annat tack vare fynd av osedvanligt detaljerade annaler, har man inblick i den Arameiska närvaron i en större regionstad söderut i landet, i Zhenjiang. Denna stad ligger vid en naturlig knutpunkt för handel: vid Kejsarkanalen där den korsar Yangtze. Staden hade 1331, med tre kringliggande distrikt, 636 500 invånare, varav ungefär 13 500 var invandrare och av dessa 215 kristna. De var nestorianer, med förbehåll att någon handfull kan ha varit armenier eller katoliker. Staden hade fem kyrkor och kloster. En del av stadens mandariner var kristna och det fanns aktiv kontakt med kristna på andra platser; sannolikt inbjöds vid ett tillfälle biskopen från det fjärran Marakanda (Samarkand) för att förrätta kyrkoinvigningar. Analysen av läget i den här staden, och i andra kinesiska städer, visar att de kristna var få i förhållande till folkmängden, att de för mesta var knutna till mongolregimens ämbetsmannakår eller var handelsmän, samt att deras öde på gott och ont var knutet till Yuandynastins.

### Katolikerna i Yuan-Kina

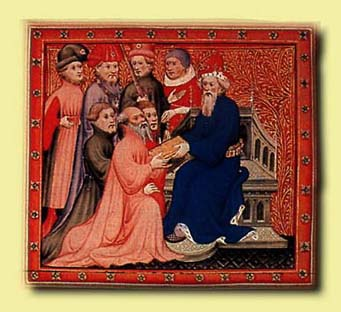
Marco Polo hos Kublai Khan.

#### Storkhanens förfrågan om katolska missionärer
Redan 1268 bad Kublai khan i ett personligt brev till påven om missionärer. Det överlämnades av Nicolo och Maffeo Polo (far och farbror till Marco Polo, de kom till storkhanens rike 1260). Khanen önskade att påven skulle skicka hundra lärde till hans hov i Kina. Bröderna Polo framförde detta till en påvlig representant i Akko 1269. När budet nådde Rom var det under en tid då påvestolen stod tom en längre period. Ingen ny påve var vald när bröderna reste österut på nytt, men strax efter valdes Gregorius X. Han sände ilbud, och bröderna fick sällskap av två dominikaner, Nikolas av Vicenza och Viljam av Tripoli, och Marco. De två dominikanerna fick dock snart kalla fötter och vände om. Polo-gruppen fortsatte och kom så småningom fram till Cathay. Marco Polo trädde i tjänst hos storkhanen och blev kvar i flera år. Efter några år nåddes Rom av ett falskt rykte att storkhanen hade låtit döpa sig. Påven Nicolaus III skickade då, 1278, fem franciskaner, men de kom inte fram – kanske vände de om i Centralasien när de fick veta att ryktet inte stämde.

#### Rabban Bar Saumas resa till Europa

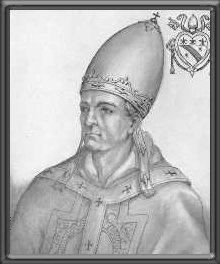
Påve Nicolaus IV, 1288–1292.

När påvestolen på nytt stod tom 1286 kom samma förfrågan på nytt från storkhanen, denna gång förmedlat av ilkhanen Arghun och vidare via Rabban Bar Sauma till Rom. Denna gång var det tydligare att det var missionärer han efterfrågade. Framemot 1280 drog den ösgötiske nestorianske munken Rabban Sauma (eller Çauma) och hans unga medresenär Markus ut på en lång pilgrimsresa västerut. I Bagdad blev Markus vigd till patriark över alla städer i Cathay (Nord-Kina). I Rom firade Rabban Sauma mässa enligt nestoriansk rit och deltog i Nicolaus IV:s palmsöndagsmässa 1288 och mottog kommunion från dennes hand.
Påven lät honom och fira sin egen gudstjänstliturgi efter nestoriansk rit, vid vilken påven själv närvarade. Detta väckte betydande uppseende bland kardinalerna. Påven gav Rabban Sauma i uppdrag att besöka de kristna i Öst och sände med en tiara som skulle överlämnas åt Mar Yaballaha. Påven skulle också snart sända en grupp franciskanmissionärer till Kina.
Ett av skälen för Rabban Saumas resa var att föreslå en mongolisk allians med den kristna västern mot muslimerna. Förslaget ledde ingenstans, trots att Edvard I av England visade ett visst intresse, men han dog utan att på något vis ha följt upp tanken.

#### Johannes av Montecorvinus resa till Kina
Ungefär samtidigt återvände det påvliga sändebudet franciskanen Johannes av Montecorvino från en resa i Asien med liknande budskap uppsnappat i Armenien. Det ledde till att påve Nicolaus IV gav honom i uppgift att resa som påvligt sändebud till Kina och överlämna några påvliga brev till Kublai khan. Han reste i sällskap med dominikanen Nikolaus av Pistoia, som emellertid omkom på vägen. Via Indien nådde Johannes av Montecorvino 1294 Zaitun i Fujian och därifrån Khan-balyq. Kublai khan var då död, men den nye khanen Uldjaitu-Timur Khan tog emot honom väl.

#### Franciskanmissionen i Kina
Huruvida Johannes av Montecorvino skall räknas som den förste katolske missionären i Kina beror på perspektiv. Syriska kristna betraktar inte sig själva som katoliker, men de kineser som har skrivit om den kinesiska katolska kyrkans historia tenderar att betrakta dem som katoliker, och därmed blir den katolska ankomsten till landet förflyttad nästan tusen år.
I Kina mötte Johannes kraftigt motstånd från nestorianerna, men accepterades av hovet. År 1300 hade han byggt en kyrka med klocktorn och tre klockor i Cembalue/Khan-balyq. Fram till 1305 döpte han omkring 6 000 konvertiter och 1306 var en andra kyrka färdigbyggd i huvudstaden. Johannes arbetade i tolv år ensam som präst, undantaget två år då han hade hjälp av en Arnold från Köln. Påven hade sänt flera präster som förstärkning, men de andra kom sig antingen inte i väg eller föll ifrån (dog troligen) under färden österut.

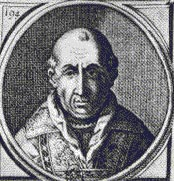
Påve Clemens V.

Johannes av Montecorvinos verk var så framgångsrikt att han 1307 utsågs till ärkebiskop av påve Clemens V, med fullmakt att etablera och organisera kyrkliga strukturer. Biskopsvigseln ägde rum 1310 i närvaro av dåvarande khanen Külüg khan (kejsare Wuzong), när tre av de sex biskopar som sänts för att ordinera honom och för att förstärka missionen äntligen anlände.
Två katolska stift upprättades. Det första var ärkestiftet Cambalue (Peking) 1307 och sex år senare fick Syd-Kina ett katolskt biskopssäte i landsdelens viktigaste hamnstad, Zaitun (nuvarande Quanzhou) i Fujian. Den förste biskopen där, Gerard, var en av de tre som kommit 1310 och när han dog övertogs posten av en av de andra, Peregrinus, och när denne dog 1323 inträdde den tredje och siste, Andreas av Perugia. Missionen i båda stiftsstäderna var mycket framgångsrik. En av mest kända franciskanmissionärerna var Oderik av Pordenone, som verkade 1322–1328, och som saligförklarades 1755. Kyrkans institutioner och verksamhet stöttades finansiellt av kejsarna.
När ärkebiskop Johannes dog 1328 (eller något år senare) hade hans 34-åriga verk i huvudstaden lett till en katolsk gemenskap på flera tiotusenden, med många kyrkor, kloster, skolor och andra institutioner. Bibeln och prästernas bönbok var också översatta, om än bara till mongoliska, erövrarnas språk, och inte till kinesiska. Kejsaren sände efter några år en delegation till Rom för att be om en efterträdare åt Johannes, då ingen sådan kommit. I själva verket hade påven sänt en, Nicolaus, men denne tycks ha dött på vägen. Påven sände då biskop Johannes av Marignolli som lämnade påvestaden Avignon åtföljd av femtio franciskaner och ankom Khan-balyk 1342. Som gåva till kejsaren hade han med sig en västerländsk stridshäst, framgår det av Yuandynastins annaler. Giovanni stannade dock bara några få år innan han 1347 återvände västerut och nådde Avignon 1353. Inte långt därefter började Yuandynastin förlora greppet om Kina. År 1362 dödades den siste katolske biskopen av Zaitun, Giacomo da Firenze, av de kineser som hade tagit makten i staden. År 1369 utvisades alla kristna, såväl katoliker som nestorianer, från landet av Mingdynastin som då hade kommit till makten.

#### Vilka katolikerna var
Det går att avgränsa fyra distinkta grupper av katoliker i Kina under franciskantiden: italienska handelsmän som bodde fast eller tillfälligt i köpstäder, ett mindre antal ättlingar till slavar som mongolerna fört med sig från sina erövringar i Östeuropa, franciskanmissionärerna själva, samt konvertiter.
Italienarna: Reseskildringar, kinesiska källor och arkeologiska fynd gör att man kan fastslå italiensk närvaro i till exempel Khan-Balyk, Zaitun, Yangzhou, Shangdu (Xanadu) och längs Kejsarkanalen. Det berättas om både venetianska och genuanska handelsmän och de kände till både Sidenvägen och sjövägen till Väst-Asien och vidare till Europa.
Europeiska slavar: Europeiska slavar av första generationen känner man först till från mongolhovet före erövringen av Kina, men dessa och deras efterkommande följde med vid erövringen. Även om de tillfångatogs i Ungern eller längre österut rör det sig huvudsakligen om västeuropéer. De flesta var fransmän (Wilhelm av Rubruck nämner flera), men där fanns också en engelsman som var nevö till en normandisk biskop i Ungern, samt en tysk slav med barn födda på stäpperna.
Franciskanerna, påvliga legater: De flesta europeiska katoliker man känner till namnet på är, på grund av de rapporter och skildringar de själva sände hem, biskopar, missionärer och påvligt utsända.
Konvertiter: De som gick över till katolicismen i Yuan-Kina kan delas in i två grupper:
- Utlänningar, särskilt från det mongoliska härskarfolket
- Kineser

Man vet med säkerhet att de utländska konvertiterna dominerade; vad gäller kinesiska katoliker nämns de inte direkt i några källor, men indirekt ger källorna underlag till att säga att det måste ha rört sig om några få. Yuan-tidens lokala källor utgör en utmaning genom att alla kristna benämndes likadant, nämligen Yelikewen, oavsett trosinriktning. Utlänningarna bestod dels av turkmongoler eller mongoler som redan tidigare mött på kristendom, men också ett stort antal armenier och bysantiner i huvudstaden, alltså kristna grupper utan egna själasörjare, anslöt sig till katolikernas led.
Franciskanerna förkunnade också bland judar och muslimer, men utan att någon av dessa lät döpa sig.

#### Franciskanmissionens avrundning
Den siste biskopen man vet som lyckades ta sig fram till Kina var Johannes av Marginolli. Detta kan sannolikt tillskrivas digerdöden som slog hårt mot kyrkan i Europa och kraftigt reducerade förmågan att sända folk till Orienten. Samtidigt blev resvägen till Kina farligare i och med att de centralasiatiska mongolrikena föll samman. Men det måste ha varit flera okända franciskaner som ändå nådde fram, och det är känt att Cembaluc hade tio ärkebiskopar efter Johannes av Montecorvino.
Cembaluc gick under sedan ärkebiskopen förts bort av turkarna 1375. Efter sju års fångenskap släpptes han fri och han dog 1382 i Italien. Det hela dog ut trots att inget av stiften formellt upphävdes. När den stora kyrkan i Beijing gick under kan det också förklaras av att så stor del av kyrkomedlemmarna var mongoler som i hög grad utvisades efter Mingdynastins maktövertagande. De kineser som måste ha blivit katoliker avföll förmodligen, men om det gick snabbt eller tog generationer är omöjligt att veta. Det antas att den katolska församlingen i Zaitun höll sig längst eftersom staden förblev en värderingsöppen hamnstad långt in i Ming-tiden, men att den gick under före 1500-talet.
När jesuiterna senare kunde etablera sig i landet letade de ihärdigt efter spår av dessa katoliker, men utan att finna någon vid liv. Det enda de fann var rykten om folk i Jiangsu som gjorde korstecken utan att känna till dess innebörd, men eftersom man inte har några källor på att franciskanmissionen någonsin verkat där kan det röra sig om en feltolkning. I Quanzhou fann de tre kors och i Changshu i Jiangsu en latinsk bibel från rätt tidsepok, men ingen församling av något slag. På 1940-talet fann man dessutom ett betydande antal stenkors i Quanzhou bland stenarna från en del av stadsmuren som revs ned för att användas som befästning mot japanerna.

### Andra kristna i Yuan-Kina
Till skillnad från den Arameiska och den katolska kyrkan upprättade de armeniska, bysantinska och de jakobitiska kyrkorna inte några officiella strukturer i Yuan-Kina, men även dessa kyrkor hade anhängare i landet.
Armenierna var för det första representerade bland en grupp slavar i Karakorum som senare togs till Kina, och för det andra av handelsfolk som hade kommit till Quanzhou sjövägen.
Alanerna, ryssarna, melkiterna och tjerkesserna var alla kristna av bysantinsk rit. Alanerna kom till Kina efter att de 1239 blev en del av storkhanens garde och deltog i mongolernas härtåg mot den sydliga Songdynastin. De konverterade senare till katolicismen och efter ärkebiskop Johannes av Montecorvinos död skrev de till påven 1338 och bad om en ny biskop. Påven svarade med att sända den tidigare nämnde Johannes av Marignolli. Peregrinus da Castello angav att antalet alaner i Khan-balyk var 30 000. De övriga bysantinska grupperna finner man endast sporadiskt nämnda i franciskanernas skrifter.
Närvaron av jakobitiska kristna längs handelsvägarna till Kina är omvittnade i Marco Polos reseskildring Il Milione. Detta utgör inte något direkt belägg för att de kom så långt som till huvudstaden eller till hamnstäderna, men det anses som möjligt.

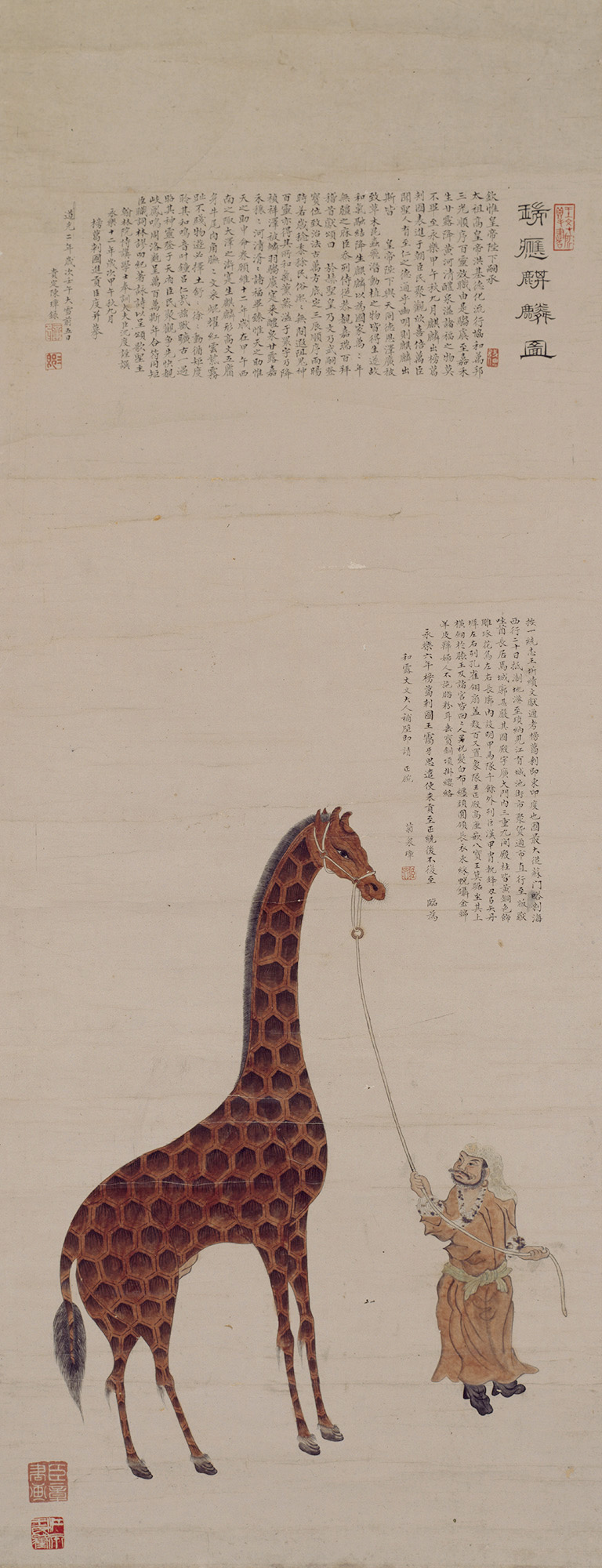
Zheng He med en giraff som han tog med från Afrika.

## Ming: Kristendomen försvinner, förbindelserna med väst upphör
Med Yuandynastins fall 1368 bröts på nytt de sårbara banden mellan Kina och Västerlandet. Nu fick Kina en helt inhemsk härskardynasti, Mingdynastin.
En oklarhet är om och i vilken utsträckning Kina under tidig Ming-tid kom i beröring med kristendomen i sin interaktion med omvärlden. Ming-kejsarna bedrev inledningsvis en aktiv och expansiv politik med handel och uppseendeväckande upptäcktsresor under den muslimske amiralen Zheng He. Zheng He ledde totalt sju expeditioner mellan 1405 och 1433. De gick till Stilla havet, Indiska oceanen, Röda havet och Persiska viken, och till och med till Afrikas östkust. Det finns anledning att anta att de resande på dessa långfärder kan ha stött på kristna köpmän, särskilt i de västligaste regionerna, men det finns inga belägg för att de skulle ha tagit till sig några kristna impulser.
År 1433, en tid efter Yongle-kejsarens bortgång, lades handelspolitiken om. Ming-kejsarna bestämde sig för att hellre koncentrera sig på att utveckla jordbruk än sjöhandel. Kejsardömet drog sig i stort sett tillbaka till sina traditionella gränser.
De överlät därmed i praktiken sjöhandeln i Asien åt andra. Först var det muslimerna som fyllde det Vakuum som skapats av Mingdynastins nya politik mot sjöfart. Muslimer från den arabiska halvön och Persien tog med sig sin religion och spred den så långt österut som till Moluckerna och Filippinerna. Samtidigt hade portugisernas stora upptäcktsresor inletts. År 1498 fann Vasco da Gama sjövägen från Europa till Indien. Därmed var grunden lagd för nya kontakter mellan Kina och kristendomen.
Men hur länge varade de sista stråna av katolsk kristendom? Länge var det en allmän uppfattning bland forskarna att det knappast kan ha varit så länge, kanske till runt 1400. Men sedan Field Museum of Natural History i Chicago i januari 2008 restaurerade en känd kinesisk bildrulle som visar en romersk madonnauppenbarelse (nämligen Salus Populi Romani från kyrkan Santa Maria Maggiore i Rom) vet man med säkerhet att denna rulle målades av den kinesiske konstnären Tang Yin (född 1470, död 1524). Det innebär att kristet tanke- och kulturgods i Kina ännu var vid liv då, långt efter franciskanermissionens och Yuandynastins tid. Denna tes försvaras bland annat av sinologen Lauren Arnold, men fullt genomslag i forskarkretsar har den ännu inte fått (juni 2008).